# Addome (artropodi)
L'addome degli artropodi è la  parte o tagma posteriore del corpo, a  continuazione del torace. Nel significato più  ampio, il termine addome si applica al tagma  finale del corpo di tutti i gruppi di  artropodi; ma a causa delle non chiare  omologie delle  differenti regioni del corpo nei diversi  gruppi, suole usarsi nel significato stretto  per denominare esclusivamente il tagma  finale degli insetti.
Così, nei crostacei, il tagma posteriore  si suole denominare pleone invece di  addome, e nei chelicerati (aracnidi,  scorpioni, acari), opistosoma.  Tra gli artropodi che mancano di addome ci sono i miriapodi  (millepiedi,  millepiedi scolopendre), che hanno il  corpo diviso in testa e tronco, e i  trilobiti i  cui corpo consta di  testa, torace e  pigidio.

## Insetti

Anatomia di un insetto (C: addome): 13.- Stomaco; 14.- Cuore; 15.- Ovaie; 16.- Intestino; 17.- Ano; 18.- Vagina; 19.- Catena gangliare ventrale; 20.- Tube di Malpighi

Nella maggioranza degli ordini di insetti è  composto di undici segmenti, sebbene  l'undicesimo segmento generalmente sia molto  ridotto e rappresentato solamente dalle sue  appendici. In molti insetti questo numero è  ancora più ridotto. Negli imenotteri apocriti l'addome è molto  modificato; il primo segmento è fuso con il  segmento finale del torace e  si chiama propodeo.
L'addome degli insetti contiene gli apparati  digestivo, riproduttivo e circolatorio;  manca di zampe o  ale negli adulti. Gli  insetti immaturi di alcuni gruppi possono  avere certi tipi di appendici nei segmenti da uno  a sette (branchie,  false zampe di lepidotteri).
Ci sono otto paia di spiracoli con funzione respiratoria. Nell'undicesimo segmento si possono avere delle appendici chiamate cerchi. L'ano si apre nell'ultimo segmento.
Gli organi genitali del maschio, usati nell'accoppiamento si trovano nei segmenti ottavo e nono. Possono essere molto complessi e si usano a volte per l'identificazione delle specie. Le femmine di alcune specie possiedon un organo  ovipositore, generalmente nei segmenti ottavo e nono. Nel caso di molti  imenotteri l'ovipositore è convertito in un pungiglione usato per iniettare  veleno.